# Izydora z Egiptu
Izydora z Egiptu, znana też jako Izydora z Tabenny (zm. ok. 365) – wczesnochrześcijańska zakonnica, żyjąca w IV wieku naszej ery. Święta czczona przez Kościół katolicki i prawosławny.
Uważana za jedną z pierwszych Bożych Szaleńców, a jej postawa stała się wzorem dla późniejszych ojców i matek pustyni.

## Biografia
Większość informacji o jej życiu czerpiemy z dzieła Opowiadania dla Lausosa autorstwa Palladiusza z Galacji. Wiadomo, że Izydora wstąpiła do klasztoru Tabenna w Egipcie (wówczas część Cesarstwa Bizantyjskiego). Nie wiadomo dokładnie w którym roku i w jakim była wtedy wieku.
W klasztorze pracowała w kuchni i wykonywała najbrudniejsze i najcięższe prace. Nigdy nie jadała z innymi siostrami i niewiele mówiła. Swoją głowę zakrywała zwykłą szmatką, a zamiast gotowanego jedzenia piła brudną wodę do mycia garnków i naczyń. Siostry uznały ją za obłąkaną albo opętaną. Źle ją traktowały i odnosiły się do niej z pogardą. Ona sama nigdy nie wpadała w złość, ani nie narzekała na siostry. Za wszystko dziękowała Bogu, wcielając w życie słowa św. Pawła z Pierwszego listu do Koryntian: niech się stanie głupim, by posiadł mądrość (3,18).
Pewnego dnia pustelnik imieniem Pitirim (Pitirum) doznał objawienia. Ukazał mu się w nim anioł i rozkazał: „Idź do klasztoru Tabenna. Zobaczysz tam siostrę noszącą szmatę na głowie. Służy im wszystkim z miłością i znosi ich pogardę bez narzekania. Jej serce i jej myśli zawsze spoczywają w Bogu. Ty natomiast siedzisz w samotności, ale twoje myśli krążą po całym świecie”.
Pustelnik zgodnie z poleceniem anioła udał się do wskazanego klasztoru i poinformował siostry o swojej wizji. Spotkał tam też Izydorę, która poprosiła go o błogosławieństwo. Wtedy Pitirim odrzekł jej: „Najpierw pobłogosław mnie, czcigodna Matko!” Wywołało to zdumienie sióstr, które uważały Izydorę za obłąkaną. Pustelnik wyjaśnił: „Przed Bogiem Izydora jest wyższa od nas wszystkich!”.
Od tego momentu siostry zaczęły pokutować, przyznając się do złego traktowania Izydory i poprosiły ją o przebaczenie.
Święta jednak, zmartwiona swoją nieoczekiwaną sławą i hołdami, potajemnie opuściła klasztor. Jej ostateczny los pozostał nieznany. Przyjmuje się, że zmarła około 365 roku.
Wpisana do synaksariów bizantyńskich pod datą 1 maja.